# Villy-lez-Falaise
Villy-lez-Falaise est une commune française située dans le département du Calvados en région Normandie, peuplée de 269 habitants.

## Géographie
Villy-lez-Falaise est un village disposé autour d'une rue, la RD 69. Le bourg est parallèle à la vallée du Trainefeuille, ruisseau  passant au sud-est et délimitant la commune avec Fresné-la-Mère. La commune s'étend jusqu'au bourg de Damblainville.
Le paysage est une plaine de terres cultivées, traversée par l'ancienne ligne de chemin de fer Falaise - Mézidon, aujourd'hui classée voie verte.
| Eraines     | Damblainville               | Morteaux-Coulibœuf |
| Eraines     | Villy-lez-Falaise           | Fresné-la-Mère     |
| La Hoguette | La Hoguette, Fresné-la-Mère | Fresné-la-Mère     |

### Hydrographie
La commune est située dans le bassin Seine-Normandie. Elle est drainée par le Trainefeuille, l'Ante, la Bonne Eau et divers autres petits cours d'eau,.
Le Trainefeuille, d'une longueur de 14 km, prend sa source dans la commune de Saint-Pierre-du-Bû et se jette  dans la Dives à Beaumais, après avoir traversé sept communes. 
L'Ante, d'une longueur de 20 km, prend sa source dans la commune de Martigny-sur-l'Ante et se jette  dans la Dives à Morteaux-Coulibœuf, après avoir traversé neuf communes. 

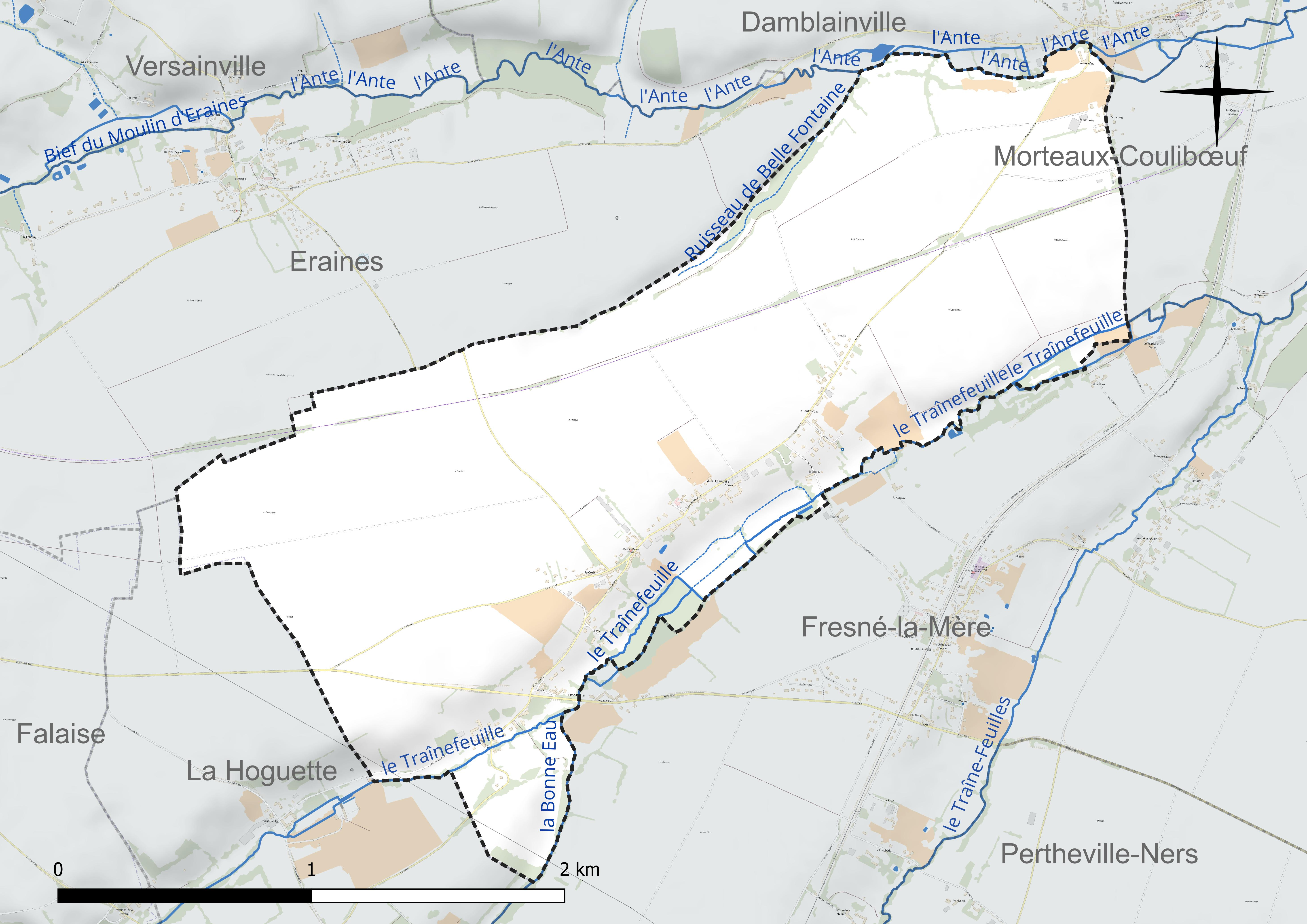
Réseau hydrographique de Villy-lez-Falaise.

### Climat
Pour des articles plus généraux, voir Climat de la Normandie et Climat du Calvados.
En 2010, le climat de la commune est de type climat océanique altéré, selon une étude du CNRS s'appuyant sur une série de données couvrant la période 1971-2000. En 2020, Météo-France publie une typologie des climats de la France métropolitaine dans laquelle la commune est exposée à un climat océanique et est dans la région climatique Normandie (Cotentin, Orne), caractérisée par une pluviométrie relativement élevée (850 mm/a) et un été frais (15,5 °C) et venté. Parallèlement le GIEC normand, un groupe régional d'experts sur le climat, différencie quant à lui, dans une étude de 2020, trois grands types de climats pour la région Normandie, nuancés à une échelle plus fine par les facteurs géographiques locaux. La commune est, selon ce zonage, exposée à un « climat des plateaux abrités », correspondant à la plaine agricole de Caen à Falaise, sous le vent des collines de Normandie et proche de la mer, se caractérisant par une pluviométrie et des contraintes thermiques modérées.
Pour la période 1971-2000, la température annuelle moyenne est de 10,5 °C, avec  une amplitude thermique annuelle de 12,8 °C. Le cumul annuel moyen de précipitations est de 691 mm, avec 11,6 jours de précipitations en janvier et 7,5 jours en juillet. Pour la période 1991-2020, la température moyenne annuelle observée sur la station météorologique la plus proche, située sur la commune de Damblainville à 3 km à vol d'oiseau, est de 11,6 °C et le cumul annuel moyen de précipitations est de 716,8 mm,. Pour l'avenir, les paramètres climatiques de la commune estimés pour 2050 selon différents scénarios d'émission de gaz à effet de serre sont consultables sur un site dédié publié par Météo-France en novembre 2022.

## Urbanisme

### Typologie
Au 1er janvier 2024, Villy-lez-Falaise est catégorisée commune rurale à habitat dispersé, selon la nouvelle grille communale de densité à 7 niveaux définie par l'Insee en 2022.
Elle est située hors unité urbaine. Par ailleurs la commune fait partie de l'aire d'attraction de Caen, dont elle est une commune de la couronne,. Cette aire, qui regroupe 296 communes, est catégorisée dans les aires de 200 000 à moins de 700 000 habitants,.

### Occupation des sols
L'occupation des sols de la commune, telle qu'elle ressort de la base de données européenne d'occupation biophysique des sols Corine Land Cover (CLC), est marquée par l'importance des territoires agricoles (93,2 % en 2018), une proportion identique à celle de 1990 (93,2 %). La répartition détaillée en 2018 est la suivante : 
terres arables (78,8 %), prairies (14,1 %), zones urbanisées (6,8 %), zones agricoles hétérogènes (0,3 %). L'évolution de l'occupation des sols de la commune et de ses infrastructures peut être observée sur les différentes représentations cartographiques du territoire : la carte de Cassini (XVIIIe siècle), la carte d'état-major (1820-1866) et les cartes ou photos aériennes de l'IGN pour la période actuelle (1950 à aujourd'hui).

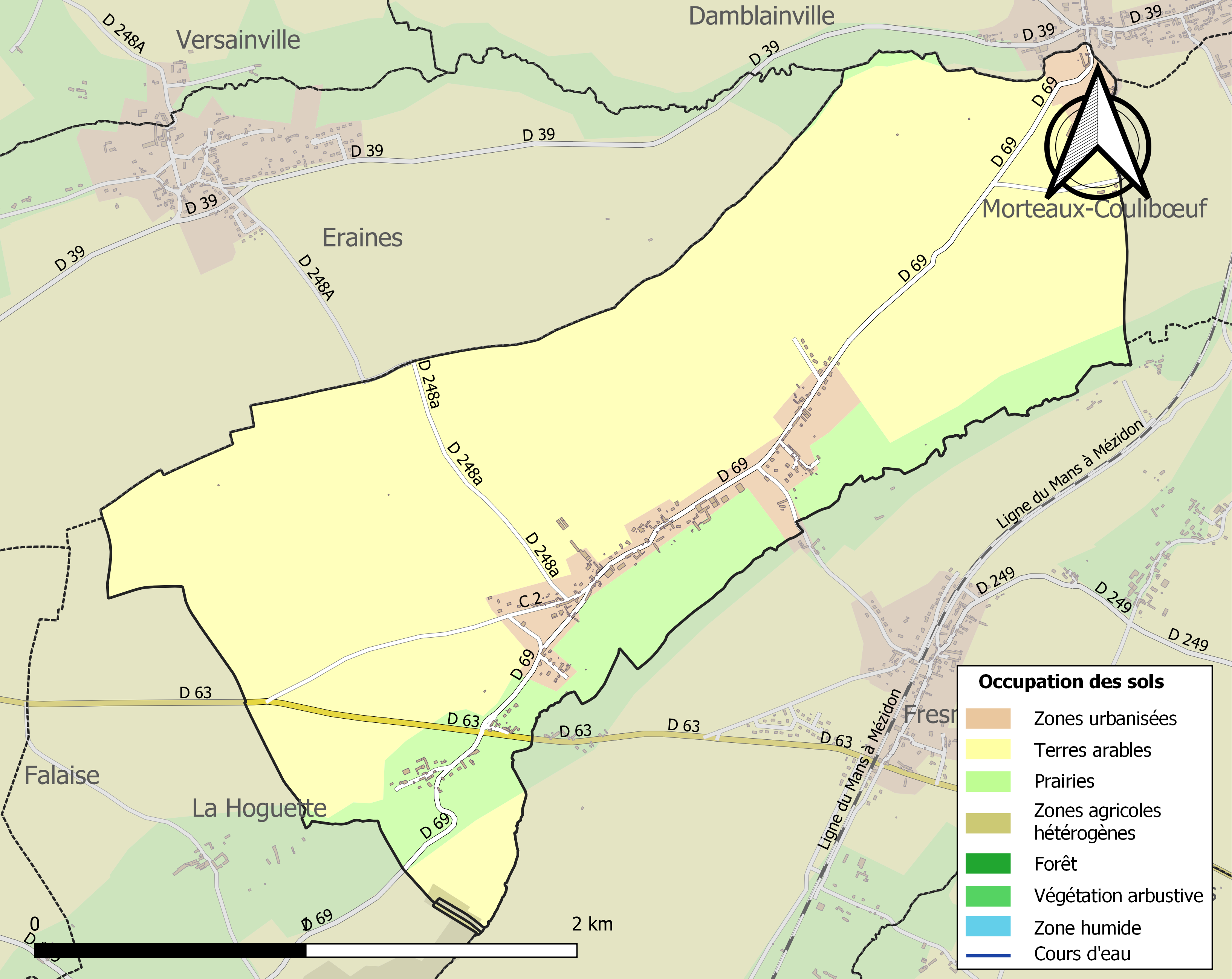
Carte des infrastructures et de l'occupation des sols de la commune en 2018 (CLC).

## Toponymie
Le nom de la localité est attesté sous la forme Villeium en 1190, Willeium en 1198. Le toponyme est issu de l'anthroponyme latin/roman, Villius, ou encore Vitellius.
Le locatif lez-Falaise est ajouté en 1946. L'affixe lez, signifiant « proche de », la ville de Falaise en l'occurrence, permet ainsi de la distinguer de la commune de Villy-Bocage dans le même département.

## Politique et administration
| Période                                  | Période   | Identité            | Étiquette | Qualité                      |
| ---------------------------------------- | --------- | ------------------- | --------- | ---------------------------- |
| ?                                        | 1997      | Gérard Marchais     |           |                              |
| 1997                                     | mars 2008 | Alice Thomas        | SE        |                              |
| mars 2008                                | mai 2020  | Robert Réal         | SE        | Technicien télécommunication |
| mai 2020                                 | En cours  | Franck Nachtergaele | SE        | Ambulancier                  |
| Les données manquantes sont à compléter. |           |                     |           |                              |

Le conseil municipal est composé de onze membres dont le maire et deux adjoints.

## Démographie
L'évolution du nombre d'habitants est connue à travers les recensements de la population effectués dans la commune depuis 1793. Pour les communes de moins de 10 000 habitants, une enquête de recensement portant sur toute la population est réalisée tous les cinq ans, les populations de référence des années intermédiaires étant quant à elles estimées par interpolation ou extrapolation. Pour la commune, le premier recensement exhaustif entrant dans le cadre du nouveau dispositif a été réalisé en 2008.
En 2022, la commune comptait 269 habitants, en évolution de −2,18 % par rapport à 2016 (Calvados : +1,58 %, France hors Mayotte : +2,11 %).
Villy a compté jusqu'à 497 habitants en 1831.
| 1793 | 1800 | 1806 | 1821 | 1831 | 1836 | 1841 | 1846 | 1851 |
| ---- | ---- | ---- | ---- | ---- | ---- | ---- | ---- | ---- |
| 418  | 372  | 451  | 475  | 497  | 468  | 460  | 448  | 444  |

| 1856 | 1861 | 1866 | 1872 | 1876 | 1881 | 1886 | 1891 | 1896 |
| ---- | ---- | ---- | ---- | ---- | ---- | ---- | ---- | ---- |
| 387  | 375  | 345  | 343  | 325  | 331  | 342  | 345  | 325  |

| 1901 | 1906 | 1911 | 1921 | 1926 | 1931 | 1936 | 1946 | 1954 |
| ---- | ---- | ---- | ---- | ---- | ---- | ---- | ---- | ---- |
| 315  | 296  | 267  | 231  | 226  | 194  | 214  | 208  | 226  |

| 1962 | 1968 | 1975 | 1982 | 1990 | 1999 | 2006 | 2008 | 2013 |
| ---- | ---- | ---- | ---- | ---- | ---- | ---- | ---- | ---- |
| 198  | 215  | 208  | 190  | 248  | 229  | 243  | 247  | 277  |

| 2018 | 2022 | - | - | - | - | - | - | - |
| ---- | ---- | - | - | - | - | - | - | - |
| 270  | 269  | - | - | - | - | - | - | - |

## Lieux et monuments
- Église de la Nativité-de-la-Vierge-Marie, du XVe siècle.

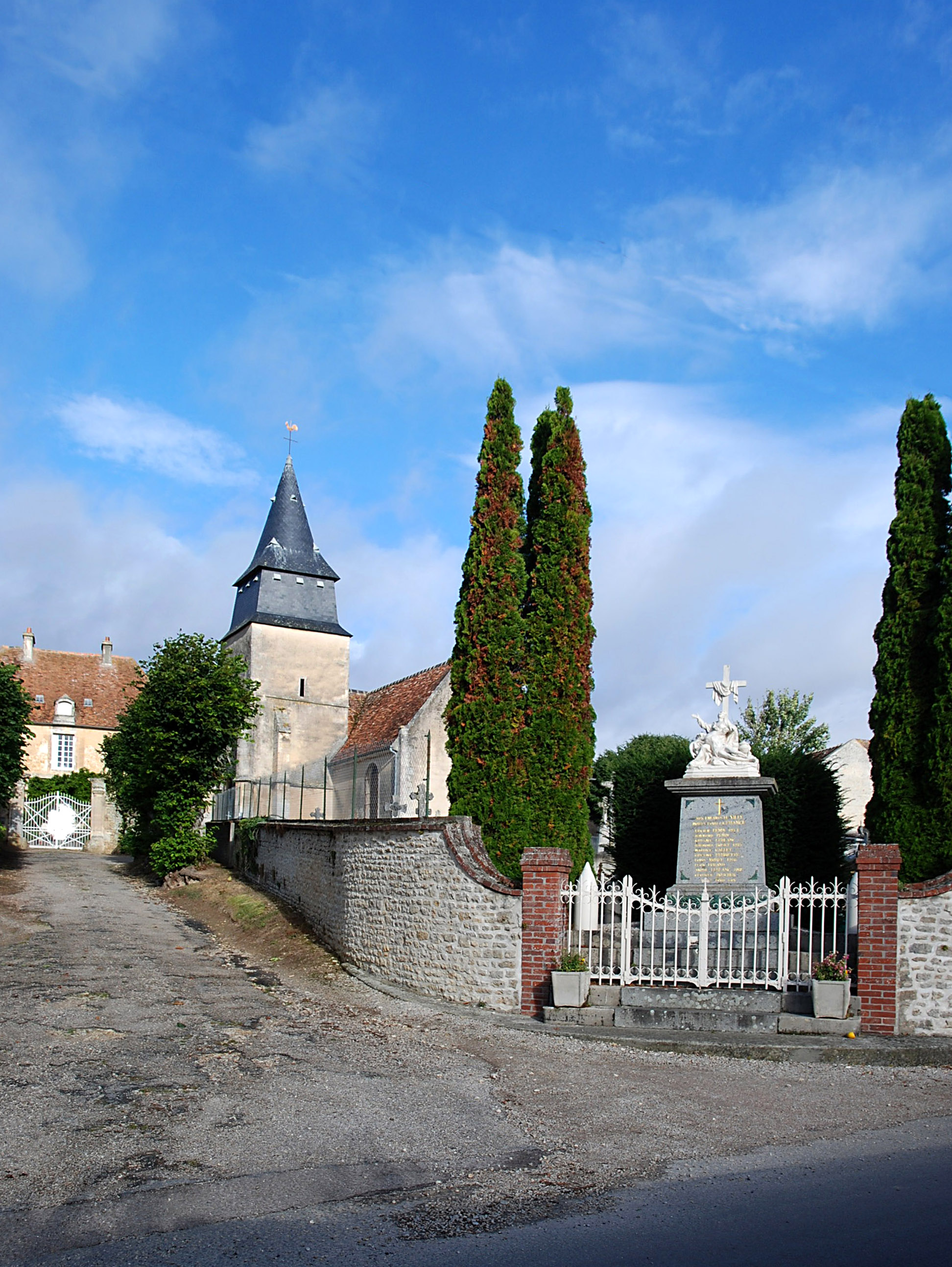
L'église de la Nativité-de-la-Vierge-Marie et le monument aux morts.

## Personnalités liées à la commune
- François Fleury (1763-1840 à Villy), homme politique, maire de Villy et député du Calvados de 1827 à 1837.